# Polypleurella schmidtiana
Polypleurella schmidtiana là một loài thực vật có hoa trong họ Podostemaceae. Loài này được (Warm.) Engl. miêu tả khoa học đầu tiên năm 1927.